# Gymnoris
Gymnoris es un género de aves paseriformes perteneciente a la familia Passeridae.

## Especies
El género contiene cuatro especies:
- Gorrión moteado - Gymnoris pyrgita;
- Gorrión cuelligualdo - Gymnoris xanthocollis;
- Gorrión cejudo - Gymnoris superciliaris;
- Gorrión chico - Gymnoris dentata.